# 신복음주의
신복음주의 (Neo-evangelicalism)는 20세기 개신교 신학에서 대두되었던 근본주의 신학과 달리 온건한 복음주의 신학을 표방하지만
근본주의 신학과도 결을 달리한다. 현재 영미권에서 신복음주의는 사실은 영국식 보수 복음주의나 미국의 보수적 신정통주의와 유사한 신학을 추구한다. 엄밀히 보면 신자유주의라고 볼 수 있다고 주장하는 신학자들도 소수 있다. 

## 역사

### 근본주의와의 결별
근대 미국의 기독교 근본주의자들은 대중문화, 진화론, 자유주의 신학에 대해 반대하는 폐쇄적인 성향을 갖고 있었는데, 실례를 듣면 1925년 테네시주에서는 기독교 근본주의자들의 압력으로 공립학교의 진화론교육을 반대하는 버틀러 법을 통과시킨 바 있으며, 독일신학은 자유주의 신학이므로 독일신학에 반대해야 한다고 생각했다.심지어는 근본주의자들은 교육을 선호하는 자유주의자들에 반발, 신학 교육에 반대하는 반(反)신학적인 모습을 보이기도 했다. 그래서 일부 근본주의자들은 세상을 멀리해야 하는 것으로 생각하는 근본주의와 자신들을 구분짓고자 했는데, 이들을 신복음주의자라고 부른다.

### 미국 신복음주의 운동
신복음주의자들은 1942년 전미복음주의자협의회 (NAE,National Association Evangelicals)를 만들었는데, 현재 협의회장은 한인2세인 월터 킴 (Walter Kim)이다. 신복음주의자들은 근본주의자들과 자신들을 구분하는 의미로 그리스도 신앙을 통한 구원을 믿는다면 로마 가톨릭 신자나 진보 기독교인들과도 대화할 수 있다고 생각했다. 이들은 Fuller Theological Seminary(풀러신학대학원)를 설립했으며, 1956년에는 극단을 피하는 중용노선의 복음주의 잡지 《크리스처니티 투데이》 (Chrsitanity Today) 창간을 하기도 했다. 하지만 1976년 지미 카터 대통령 당선에 빌리 그레이엄 목사가 개입하는 등 교회가 정치문제에 간섭하는 부정적인 모습을 보이기도 했으며, 심지어는 미국과 하나님 나라 (미래적이며, 현재적인 하나님의 통치)를 동일시하는 오류를 범하기도 했다.

### 영국 신복음주의 운동
영국 복음주의자들은 복음주의 신학교인 런던 바이블 칼리지 (London Bible College, 약칭:LBC)를 1943년 설립하였다. 이듬해인 1944년에는 케임브리지 대학교내에 성서연구기관인 틴테일 하우스 (Tyndale House)를 설립하였다. 그뿐만 아니라 영국 성공회내 복음주의자들도 복음주의 운동에 참여하는데, 윌리엄 템플 전 캔터베리 대주교다음으로 영향력있는 신학자로 불리는 존 스토트 신부가 그 대표적인 인물이다. 존 스토트는 개혁파 감리교회 출신의 칼빈주의자 마틴 로이드존스와 비교된다.  존 스토트 신부는 세계복음화대회인 로잔 회의(1974년)에 로잔언약 초안 심사위원회장으로 참여, 복음주의 신학의 가장 대표적인 선언으로 불리는 로잔언약 (Lausanne Covernant) 작성에 기여하였다.

## 신복음주의 신앙고백: 전미 복음주의자 협의회(NAE)의 신앙고백
신(新)복음주의자들이 1942년 결성한 전미 복음주의자 협의회 (NAE)에서는 다음과 같은 신앙고백을 하고 있다.
1. 우리는 영감되었고, 유일하게 무오하며, 하나님의 권위있는 말씀인 성경을 믿습니다.
2. 우리는 하나님은 한분이시며 영원히 세 위격, 곧 성부, 성자, 성령으로 존재하심을 믿습니다.
3. 우리는 우리 주 예수 그리스도의 신성, 동정녀 탄생, 죄 없으심, 기적들, 그의 흘리신 피를 통한 대속의 죽음, 육체의 부활, 하나님 보좌 우편으로의 승천, 권세와 영광 속에서 다시 오심을 믿습니다.
4. 우리는 잃어버린 죄 많은 사람들을 구원하기 위해 성령에 의한 중생이 절대적으로 필수적임을 믿습니다.
5. 우리는 성령의 현재적 사역을 믿고 성령의 내주하심으로 그리스도인은 경건한 삶을 살 수 있음을 믿습니다.
6. 우리는 구원받은 자들과 잃어버린 자들의 부활을 믿습니다. 그러나 구원받은 자들은 생명의 부활로 그리고 잃어버린 자들은 지옥의 부활로 가게 될 것을 믿습니다.
7. 우리는 우리 주 예수 그리스도 안에서 신자들의 영적 연합을 믿습니다.

## 같이 보기
- 복음주의
- CBS기독교방송